# Gary D.
Gary D., de son vrai nom Gerald Malke (né le 5 décembre 1963 et décédé le 2 septembre 2016) est un producteur et DJ de musique électronique allemand. Il est principalement orienté techno, trance, et hardstyle. En 1996, il termine avec un total de cinq albums studio distribués. Il se popularise notamment grâce à la parution de la célèbre série de compilations musicales D.Trance.

## Biographie
Gerald Malke commence sa carrière dans le DJing à l'âge de 16 ans, en 1980,. Il joue principalement de la musique noire à ses débuts. Dès 1988, Gary D. commence à s'impliquer dans la musique électronique notamment axée techno et house, et fait paraître, la même année, son premier single, Ecstasy, sous le nom d'Acid Syndrome. Comme DJ, Gary D. joue la plupart du temps dans un club appelé Unit Club entre 1988 et jusqu'à sa fermeture en 1994. Il passe ensuite par un autre club nommé Tunnel, avec lequel sont organisés plusieurs événements nationaux comme Mayday, Love Parade, et Energy.
En 1991, Gary D. fait paraître son premier EP trance, Identity E.P. avec cinq singles, distribué au label Container Records, dans lequel il fait paraître de nombreux singles avant de signer avec le label Bonzai Records. Il suit plus tard de son premier album Bang, distribué par le label PIAS Recordings.  Avec Bonzai, Gary fait paraître deux anthems bien connu dans la scène hard trance, Kinetic Pressure et Overload. À la fin 1995, lui et deux autres de ses collègues de PIAS Recordings ont l'idée de créer une compilation musicale qui deviendra D.Trance, et se popularise massivement à la fin des années 1990, notamment à la télévision.
En 2001, Gary prend une tout autre direction musicale, et commence avec la techno, et adapte ses mixsets au hardstyle. La même année, il sort son cinquième album, Strike. Entre 2003 et 2005, il joue aux Pays-Bas lors d'événements majeurs devant plus de 25 000 personnes. Gary D. décède le 2 septembre 2016 d'une embolie pulmonaire.

## Discographie notable

### Albums studio
- 1996 : Works
- 1997 : Bang!
- 1999 : D-Signals
- 2001 : Strike !!!
- 2004 : Four
- 2009 : The Sixth

### Compilations
- 1994–1997 : Tunnel Trance Force Vol. 1–7
- 1995–2016 : D.Trance
- 2000–2014 : D-Techno